# Световна дентална федерация
Световната дентална федерация (на английски: World Dental Federation, на френски: Fédération dentaire internationale) е международна неправителствена организация, представляваща денталната медицина.
Тя е сред най-старите професионални организации в света. Основана е през 1900 г. Обединява над 200 асоциации в около 130 страни. Председател е Ихсан Бен Ая.
През октомври 2021 г. за ковчежник на организацията е избран д-р Николай Шарков, който към този момент е председател на Българския зъболекарски съюз.

През 26 септември 2023 г. д-р Шарков е избран за президент на Световната дентална федерация с гласовете на представителите на 97 държави.
.

## История
Основана е на 15 август 1900 г., по инициатива на френския лекар Шарл Годон, основател на Денталното училище в Париж. Там се събират, по време на 3-тия международен дентален конгрес, няколко чуждестранни колеги, сред които испанецът Флорестан Агилар, британецът Джордж Кънингам от Кеймбридж, шведът Елоф Фьорсберг и американецът Харлан, които взимат решение да се създаде международна организация. На събранието за председател е избран Шарл Годон. 